# Marymount
Marymount – stacja podziemna Mass Rapid Transit (MRT) na Circle Line w Singapurze.